# 南格禄
南格禄（Claude Gotteland，1803年6月12日—1856年7月17日）是一位法国耶稣会神父，19世纪耶稣会在中国的传教士。他是自1724年清朝查禁天主教以后，最早进入中国的耶稣会传教士。

## 生平
1803年6月12日，出生于法国薩伏依的Bassens。 
1822年9月8日，南格禄加入耶稣会。1834年至1836年，在瑞士弗里堡教物理、化学和自然史。
1841年，山东省宗座代牧、南京教区署理主教罗伯济请求来自耶稣会的帮助，在他的教区进行传教工作。
三位法国耶稣会神父：南格禄、艾方濟（François Estève）和李秀芳（Benjamin Brueyre），受命完成重返中国的使命。1842年7月11日，他们到达上海附近的吴淞。那时，在上海附近，仍有一些天主教教友聚居的村庄，其中包括徐光启的后代聚居的徐家汇。徐光启是利玛窦付洗的第一批中国天主教徒之一。在徐光启墓的附近，保留了一个小圣堂。耶稣会得到徐光启后代的允许，在这里建立传教基地。
梅德尔神父（Mathurin Lemaître）安排南格禄从事科学研究，艾方濟直接从事传教，而李秀芳神父于1843年在松江农村张朴桥创办了圣母无玷圣心修道院。
1847年，耶稣会在徐家汇购买土地，建造一座教堂，该堂后来在1910年重建为宏伟的哥特复兴风格的主教座堂，徐家汇圣依纳爵主教座堂，供奉耶稣会创始人依納爵·羅耀拉。1849年，南格禄在徐家汇招收中国学生，开办了圣依纳爵公学（collège Saint-Ignace）。其中一名学生马相伯神父（1840-1939年）在1903年参与创办了震旦大学，他的同学李问渔神父（1840-1911年）在1905年担任震旦大学院长。
1856年7月17日，南格禄神父在中国上海徐家汇去世。